# Ayako Hamada
Pour les articles homonymes, voir Hamada.
Ayako Valentina Hamada Villareal (浜田 文子, Hamada Ayako), plus simplement connue en tant que Ayako Hamada ou Hamada, née le 14 février 1981, à Mexico, est une catcheuse (lutteuse professionnelle) mexicaine d'origine japonaise.
Elle est la fille du catcheur japonais Gran Hamada qui l'entraine et elle commence sa carrière au Japon dans des fédérations de catch féminin. Elle lutte aussi au Mexique au Consejo Mundial de Lucha Libre et à l'Asistencia Asesoría y Administración. En 2009, elle rejoint la Total Nonstop Action Wrestling (TNA).

## Jeunesse
Hamada est la fille du catcheur Gran Hamada et la sœur cadette de Xóchitl Hamada.

## Carrière

### Japon et Mexique
Hamada s'entraine auprès de son père au Japon ainsi qu'au dojo de l'ARSION, la fédération d'Aja Kong. Elle perd son premier combat face à cette dernière le 18 décembre 1998.
Elle fait équipe avec Mika Akino avec qui elle remporte le championnat Twin Star of ARSION le 30 juin 1999 après leur victoire sur Hiromi Yagi et Rie Tamada.

### Total Nonstop Action Wrestling (2009-2010)
Le 8 avril 2009 lors d'une conférence de presse, il est annoncé que le 19 avril Hamada livrera son dernier match au Japon avant son départ pour la Total Nonstop Action Wrestling avec elle a signé un contrat. Le 6 août, Jeremy Borash (l'un des responsables du site TNA Today) annonce sur sa page Twitter que Hamada devrait débuter à la TNA peu après le pay-per-view Hard Justice.

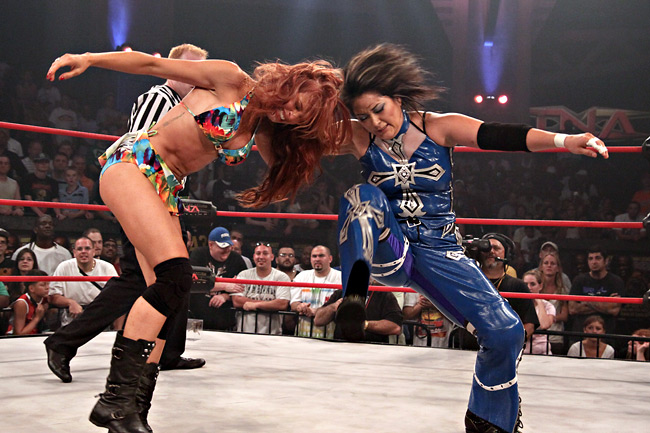
Hamada à Impact! en 2010, lors d'un match contre Christy Hemme.

C'est lors de l'édition du 27 août 2009 de Impact! que Hamada fait ses débuts (en tant que face) en battant Daffney dans un No Disqualification match. La semaine suivante, elle et Sojo Bolt participent au premier tour du tournoi pour déterminer les premières Championnes par équipe des Knockout et perdent contre Tara et Christy Hemme.
Elle entame une rivalité avec Alissa Flash après que cette dernière l'a attaquée le 24 septembre, qui se conclut par la victoire d'Hamada dans un Falls Count Anywhere match lors de l' Impact! du 15 octobre. Le 10 décembre, elle obtient une chance de s'emparer du Championnat Global de la TNA face à Eric Young qui avait déclaré que la World Elite, clan uniquement composé de catcheurs non-américains, s'intéressait à elle et qu'il voulait l'affronter pour l' "initier". Bien qu'elle domine son adversaire durant la majorité du match, Young parvient à conserver son titre en effectuant un tombé avec appui sur les cordes.
Hamada forme ensuite une alliance avec Awesome Kong, qui débute par une victoire dans un Triple Threat tag team match contre Sarita & Taylor Wilde et The Beautiful People.
Parallèlement, elle participe à un tournoi pour déterminer la challengeuse au Championnat Féminin des Knockout, où elle se hisse jusqu'en finale en battant Madyson Rayne puis Roxxi avant de perdre en finale face à ODB.
Elle et Awesome Kong s'emparent du Championnat par équipe des Knockout le 4 janvier 2010 en battant Sarita & Taylor Wilde lors du Impact spécial de trois heures pour fêter l'arrivée d'Hulk Hogan. Hamada sera dépossédée du titre le 8 mars à la suite du renvoi de sa partenaire.
Le 27 juillet (épisode diffusé le 5 août), Hamada remporte pour la seconde fois le Championnat des Knockout par équipe en battant The Beautiful People (Velvet Sky et Lacey Von Erich) avec sa partenaire Taylor Wilde. Toutes deux deviennent alors les premières femmes à remporter plus d'une fois le titre (d'un point de vue individuel). Après plusieurs mois d'inactivité, la TNA annonce le 6 décembre que Hamada est renvoyée de la TNA et qu'en conséquence les titres par équipe sont rendus vacants.

### SHIMMER Women Athletes (2009-...)
Le 8 novembre 2009, Hamada fait ses débuts à la Shimmer Women Athletes sous son nom complet en battant Mercedes Martinez dans un match enregistré pour être présent dans le volume 27 de la fédération avant de perdre contre Sara Del Rey dans un match pour le volume 28. Dans le volume 31, elle bat Daizee Haze, et, dans le main-event du volume suivant, est battue par Cheerleader Melissa.
Le 1er octobre 2011, Hamada et Ayumi Kurihara battent Daizee Haze et Tomoka Nakagawa pour remporter le Shimmer Tag Team Championship.
Lors de Volume 53, elle perd contre Athena.

### Jersey All Pro Wrestling (2010-...)
Le 9 janvier 2010, elle fait ses débuts dans la division féminine de la Jersey All Pro Wrestling en battant Rachel Summerlyn. Plus tard dans la même soirée, elle lance un défi à la Championne Féminine de la JAPW Sara Del Rey dans un match pour le titre, et Del Rey lui réponds qu'elle accepte de l'affronter n'importe quand et n'importe où.

## Retraite
Le 15 mai 2018, la police japonaise arrête Hamada pour détention et usage de stupéfiants en l'espèce des méthamphétamines. La Cour du district de Tokyo l'a condamne à 18 mois de prison. Après la condamnation, Hamada annonce que sa carrière de catcheuse est terminée et envisage de travailler comme interprète à l'avenir.

## Palmarès
- All Japan Women's Pro-Wrestling
  - Championnat du Monde de la WWWA (2 fois)[16]
  - Championnat du Monde par équipe de la WWWA (1 fois avec Nanae Takahashi)

- ARSION

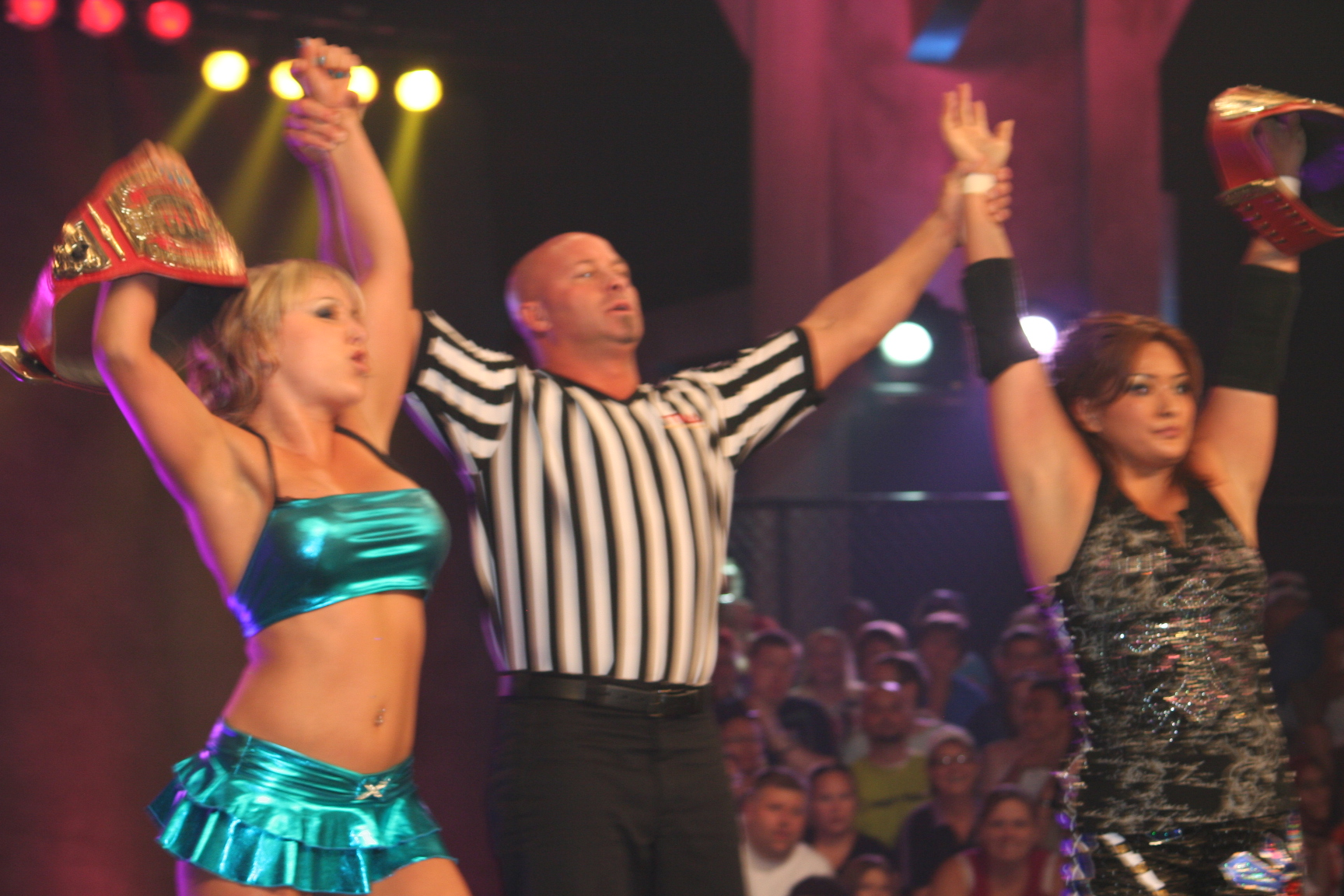
Hamada avec Taylor Wilde, en tant que Championnes par équipe des Knockout de la TNA.

  - Twinstar of ARSION (2 fois, 1 fois avec Mika Akino et 1 fois avec Michiko Omukai[17])
  - Skyhigh of ARSION (1 fois[18])
  - Reine d'ARSION (1 fois[18])
  - P*MIX Grand Prix (2000) – avec Gran Hamada

- GAEA Japan
  - Championnat solo de la AAAW (1 fois)
  - Championnat par équipe de la AAAW (1 fois avec Meiko Satomura)

- International Wrestling Revolution Group
  - Championne Féminine de la IWRG (1 fois)

- NEO Japan
  - Championnat par équipe du Japon de la NEO (1 fois avec Kaoru Itoh)

- Pro Wrestling WAVE
  - Championnat par équipe WAVE (3 fois, actuelle) - avec Yuu Yamagata
  - Championnat Reine de WAVE (1 fois, actuelle)

- Shimmer Women Athletes
  - Shimmer Tag Team Championship (1 fois avec Ayumi Kurihara)

- Total Nonstop Action Wrestling
  - Championnat par équipe des Knockout de la TNA (2 fois) - avec Awesome Kong (1)[19] et Taylor Wilde (1l)

- Universal Wrestling Association
  - Championnat du Monde Féminin de la UWA (1 fois)

- World Wrestling Association
  - Championnat du Monde Féminin de la WWA (1 fois[20])

### Récompenses de magazines
- Pro Wrestling Illustrated
  - 20e au classement des meilleurs catcheuses de l'année en 2010
  - 18e au classement des meilleurs catcheuses de l'année en 2011